# مشكلة التسلسل الهرمي القليل
في فيزياء الجسيمات، تعد مشكلة التسلسل الهرمي الصغيرة في النموذج القياسي الفائق التناظر الأصغر صقلاً لمسألة التسلسل الهرمي. وفقاً لنظرية الحقل الكمومي، يجب أن تكون كتلة بوزون هيغز خفيفة إلى حد ما حتى تعمل نظرية التآثر الكهروضعيف. ومع ذلك، فإن تصحيحات الحلقة للكتلة أكبر بشكل طبيعي؛ وهذا يعرف باسم مشكلة التسلسل الهرمي. الآثار المادية الجديدة مثل التناظر الفائق قد تقلل من حيث المبدأ من حجم تصحيحات الحلقة، مما يجعل النظرية طبيعية. ومع ذلك ، فمن المعروف من التجارب أن الفيزياء الجديدة مثل النظير الفائق لا تحدث في جداول طاقة منخفضة جدا، لذلك حتى لو كانت هذه الجسيمات الجديدة تقلل من تصحيحات الحلقة، فإنها لا تقلل منها بما يكفي لجعل كتلة هيغز المعاد ترتيبها طبيعية تماما. تبلغ القيمة المتوقعة لكتلة هيغز حوالي 10 بالمائة من حجم تصحيحات الحلقة مما يدل على أن كمية «صغيرة» معينة من الضبط الدقيق تبدو ضرورية.
لدى علماء الفيزياء الجسيمات آراء مختلفة حول ما إذا كانت مشكلة التسلسل الهرمي الصغيرة خطيرة.